# Vladimir Frolov
Vladimir Petrovič Frolov (in russo Владимир Петрович Фролов?; Leningrado, 6 febbraio 1967 – Mariupol', 10 marzo 2022) è stato un generale russo impegnato nell'Invasione russa dell'Ucraina nel 2022, morto durante la battaglia di Mariupol'.

## Biografia

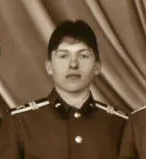
Un giovane Vladimir Frolov, sergente inferiore

Frolov nacque a San Pietroburgo, allora Leningrado, nella RSFS Russa il 6 febbraio 1967. Suo padre Pëtr Frolov era un veterano della seconda guerra mondiale.

### Carriera militare
Si arruolò nelle Forze Armate Sovietiche nel 1984, diventando cadetto della Scuola superiore politico-militare di carri armati-artiglieria di Sverdlovsk (oggi Ekaterinburg). Successivamente si laureò presso l'Accademia delle armi combinate delle Forze armate della Federazione Russa e presso l'Accademia militare dello Stato maggiore delle Forze armate della Russia.
Frolov prese parte all'intervento russo nella guerra civile siriana, venendo promosso al grado di maggior generale con decreto presidenziale n. 595 di Vladimir Putin il 12 dicembre 2019.
Nel 2022, il generale prese parte all'invasione russa dell'Ucraina come vice comandante dell'8 Armata combinata sotto il generale Andrej Morvdichev.

### Morte
Secondo la versione del presidente del parlamento della Repubblica Popolare di Doneck Artëm Žoga, Frolov è stato ucciso da un cecchino ucraino il 10 marzo 2022 durante i combattimenti presso lo stabilimento metallurgico "Illič" di Mariupol', venendo sepolto tra le rovine dalle truppe ucraine. Dopo la caduta della città e l'occupazione russa, i prigionieri di guerra ucraini rivelarono alle truppe russe il luogo di sepoltura di Frolov. La sua morte è stata annunciata dalle autorità russe il 16 aprile 2022. Lo stesso giorno, la sua sepoltura è stata tenuta con gli onori militari al cimitero di Serafimovskoe di San Pietroburgo dopo un servizio funebre nella cattedrale dell'Assunzione di Novočerkassk. Alla cerimonia ha partecipato il governatore di San Pietroburgo, Aleksandr Beglov.